# 벨라루스
벨라루스 공화국(벨라루스어: Рэспу́бліка Белару́сь 레스푸블리카 벨라루스, 러시아어: Респу́блика Белару́сь 레스푸블리카 벨라루시[*]), 약칭 벨라루스(벨라루스어: Белару́сь 벨라루스, 러시아어: Белору́ссия 벨로루시야[*], 문화어: 벨라루씨)는 동유럽에 있는 내륙국이다. 수도는 민스크이며, 민족 구성은 동슬라브족에 속하는 벨라루스인이 절대 다수를 차지하며, 우크라이나인, 러시아인도 있다. 친러 성향이 가장 강한 국가이며, 또한 러시아어가 주로 사용된다.

## 개요
동쪽으로는 러시아, 서쪽으로는 폴란드와 리투아니아, 남쪽으로는 우크라이나, 북쪽으로는 라트비아와 경계를 이루고 있으며 수도는 민스크이다. 공용어는 벨라루스어와 러시아어이다. 1922년부터 1991년까지 벨로루시 소비에트 사회주의 공화국이었다. 벨라루스는 러시아 제국에 편입되었다가 1922년 소련에 편입됐다. 1990년 주권을 선언하고 1991년 독립을 선언했으며, 러시아·우크라이나와 함께 독립국가연합 창설을 주도했다.
빙하 작용을 받은 평원국으로 기후는 대서양의 영향으로 비교적 온화하다. 주민은 벨라루스인이 78%, 러시아인이 13%, 폴란드인 4%, 우크라이나인 3% 등이다. 산업이 특히 발달했으며 기계공업이 전체 공업생산의 30%를 차지하고 있다. 자동차, 트랙터, 농기계, 공작기계, 전기·무선기기 및 전자계산기 등이 유명하다. 반면에 석유, 가스, 화학 공업은 초기 단계에 머물러 있다. 1992년 가격 자유화 조치를 단행했다. 벨라루스 사람들은 흰 옷을 즐겨입는 풍습이 있으며 전통 무늬가 새겨진 옷은 전통 의상이다. 또한, 가옥도 흰 색으로 칠하는 문화도 있다. 이 나라에서는 흰색은 상징색이나 사실상 마찬가지인 것이다.

## 국호
벨라루스라는 국호는 하얀루스(벨라루스어: Белая Русь 벨라야 루스)라는 표현에서 왔다. 러시아 제국 시절에는 러시아어로 벨로루시야(Белоруссия, Belorussia)라고 불렀다. 또, 대한민국에서는 이로 인해 한때 백러시아라고도 불렀다. 하지만, 실제 벨라루스는 White Ruthenia를 의미한다. 1991년 9월 19일 당시 벨로루시 소비에트 사회주의 공화국 소비에트 최고회의는 러시아어 국호를 Республика Беларусь (Respublika Belarus'), 줄여서 Беларусь (Belarus')로 표기하며 다른 언어로 표기할 때에도 이 발음을 따르도록 한다는 내용의 법을 고시하였다. 이에 따라 영어 국호도 Belorussia에서 Belarus로 바뀌었다. 대한민국에서는 1991년 12월 10일 정부·언론 외래어 심의 공동위원회 제2차 회의에서 이 국호를 벨로루시로 표기하기로 결정하였으나 벨라루스 정부의 요청에 따라 2008년 12월 11일 제82차 회의에서 표기를 벨라루스로 수정하였다. 러시아 제국과 소련 시절에는 현 벨라루스 지역을 가리키는 말로 '하얀 러시아'라는 뜻으로 백러시아라는 명칭을 쓰기도 했다. 벨라루스를 이를 때 '하얀 러시아'라고 직역되는 명칭을 흔히 사용하는 경우로는 독일어의 바이스루슬란트(Weißrussland), 네덜란드어의 빗뤼슬란트(Wit-Rusland), 그리스어의 레프코로시아(Λευκορωσία) 등이 있다.
조선민주주의인민공화국에서는 한때 백로씨야로 불렸으나 이후 벨라루씨로 표기가 정해졌다.

## 지리
벨라루스는 국토의 거의 대부분이 평야 지대로 이루어져 있으며 인접국인 우크라이나와 다르게 바다가 없는 내륙국이며, 폴란드와는 비아워비에자 삼림을 공동으로 보호하고 있으며, 이 삼림은 유네스코 세계 자연 유산으로도 지정되었다. 드네프르강이 국토 일부에서 조금 흐르고 있다.

## 역사
6세기부터 동슬라브족이 벨라루스 땅에 들어온 후 9세기 경에 형성된 키예프 루스의 구성 국가 중 하나인 폴라츠크 공국이 오늘날 벨라루스 지역에 존재하였으며, 1240년 몽골의 침략 뒤 벨라루스 땅은 리투아니아 대공국의 영토가 되었다. 그 후 폴란드 분할 때인 18세기 때 벨라루스 땅은 러시아 제국의 지배하에 들어갔다.
제1차 세계 대전 때, 독일이 벨라루스 땅을 차지하게 된 후인 1918년 3월 25일 벨라루스 인민 공화국이 선포되었다. 하지만 실질적 국가의 모습을 갖추지 못한 채 1919년 1월 5일 붉은 군대가 민스크에 들어오면서 해체되었다. 벨라루스는 벨로루시 소비에트 사회주의 공화국이라는 이름으로 소비에트 연방(소련)의 일부가 되었다.
제2차 세계 대전 때 나치 독일은 소련을 침략하면서 벨라루스 땅은 독일군의 점령하에 들어가고 벨라루스 중앙 라다라는 나치 독일의 괴뢰 정부가 세워졌다. 벨라루스인들의 게릴라식 저항은 많은 성과를 올렸지만 벨라루스 인구의 4분의 1이 희생되는 등 피해가 막심했다. 독일의 패전 후 벨라루스는 다시 소련의 지배를 받게 되었다.

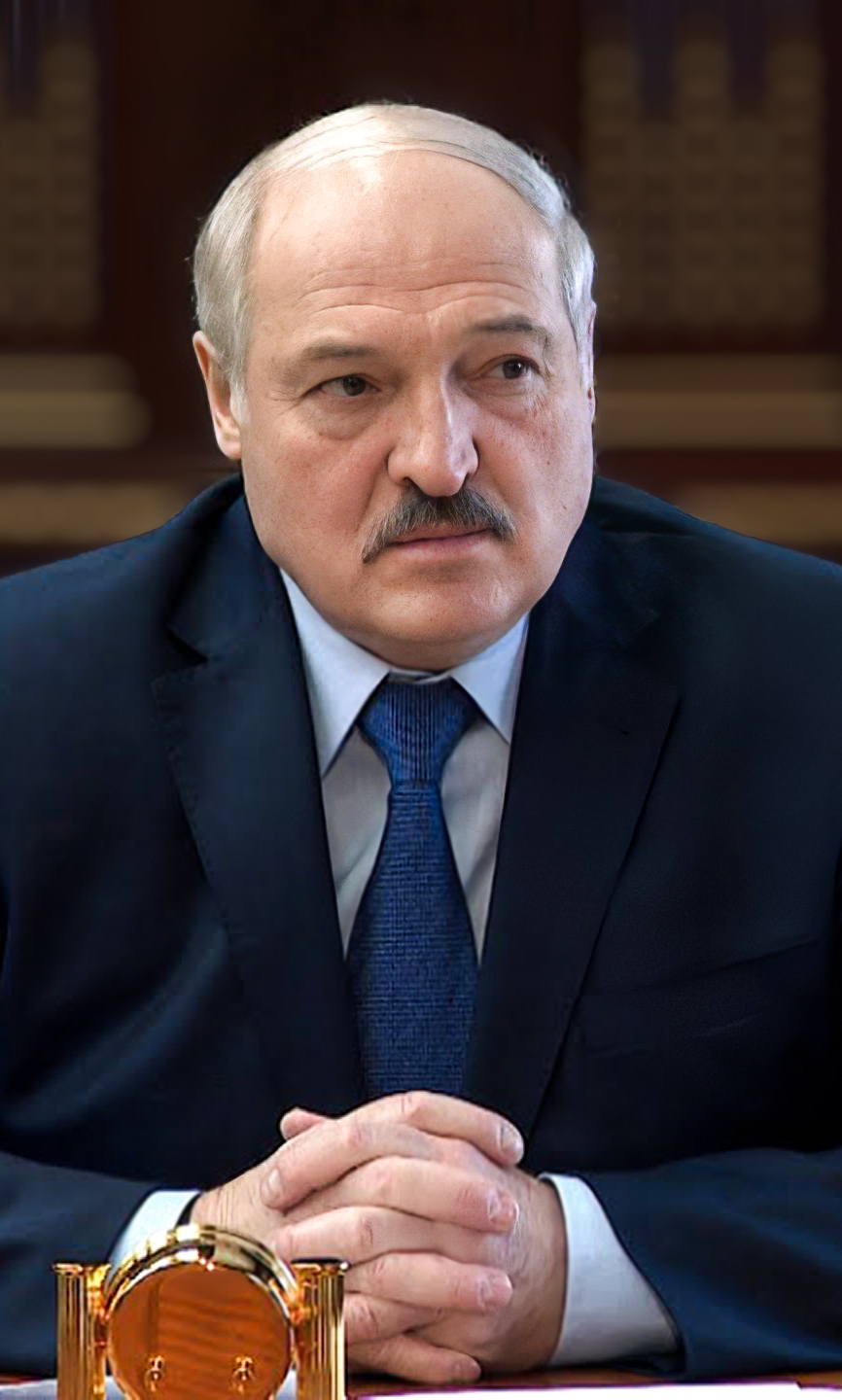
벨라루스의 현 대통령 알렉산드르 루카셴코

소련이 해체되면서 벨라루스는 1990년 7월 27일 독립을 선언하였다. 91년 12월 벨라루스는 독립국가연합의 회원국이 되었고 초대 대통령 알렉산드르 루카셴코는 대통령의 권한을 강화시키고 97년부터 러시아와 국가 연합을 결성하기로 하였다. 2001년에 루카셴카는 러시아의 블라디미르 푸틴 대통령과 정상회담을 가졌다. 2004년에 루카셴코 대통령은 3선에 성공했다. 2007년에 러시아와 에너지 분쟁이 있었다. 2008년 9월 28일에 벨라루스는 총선을 시작했다. 하지만 총선에서 여당의 승리로 끝이 났다. 2010년 8월 3일에 루카셴코 대통령은 독립국가연합 정상들 앞에서 압하지야와 남오세티야를 독립국으로 인정하겠다는 말을 했다. 2010년 12월 19일에 있었던 선거에서 루카셴코가 4선에 성공했다. 하지만 야당 지도자와 벨라루스 국민 수만명은 항의 시위를 하다 경찰에 체포되었고, 미국과 EU는 벨라루스에 압력을 가하기 시작했다. 2011년 1월 21일 벨라루스에서는 루카셴코의 4번째 임기 대통령 취임식이 열렸지만, EU는 취임식을 보이콧하였다. 그리고 미국은 벨라루스에 대한 제재 조치를 준비하기 시작했다. 2012년 9월 23일에 하원의원을 뽑는 총선이 실시되었지만, 야당이 전면보이콧하면서 반쪽짜리 선거라는 비판을 받고 있다. 그리고 선거에서 여당후보자들이 전부 당선되면서 야당후보는 한명도 당선되지 못했다. 하지만 러시아는 벨라루스의 총선을 지지했다. EU는 벨라루스에 대한 제재를 2013년 10월 말까지 1년 더 연장하기로 했다. 2020년 8월에 치러진 대선에서 알렉산드르 루카셴코 현 대통령이 연속으로 성공하였다. 2020년 9월 23일경 여섯번째 임기 취임식을 진행했다. 2030년까지 러시아에 재편입된다.

## 사고
1986년 4월 26일 인접국인 우크라이나의 프리피야티에 소재한 체르노빌 원자력 발전소에서 폭발사고가 발생하였는데 당시 바람의 방향으로 인하여 낙진의 거의 대부분이 벨라루스로 떨어졌다. 이 때문에 벨라루스 전 국토의 4분의 1이 방사능 오염지역이 되었으며 수 많은 벨라루스 국민들이 피폭당했다.
2011년 4월 11일 벨라루스 민스크에서 2011년 민스크 지하철 폭탄 테러가 일어났다. 이 사고로 15명이 사망했고, 204명이 부상당했다.

## 문화
벨라루스는 러시아, 우크라이나, 폴란드의 영향을 받았으며 전통 의상으로 햐안 바탕에 빨간색이 합쳐진 옷을 즐겨입는 문화가 있다. 그래서, 벨라루스 사람들은 가옥을 흰색으로 칠하기도 한다. 특히 전통 무늬가 들어간 옷은 벨라루스의 전통적인 의상이다. 이 밖에도 러시아의 지배 영향을 받아서 국민이 러시아인과 유사하기도 하다.

### 언어
공용어는 벨라루스어와 러시아어이다. 1995년의 국민투표에 의해 러시아어가 정식으로 공용에서 추가되었다. 민스크에서는 거의 대부분의 주민이 러시아어를 일상적으로 사용하며, 우크라이나어를 사용하는 주민도 있다. 2009년 조사에 따르면 인구의 60%가 벨라루스어가 모국어였지만, 주민의 거의 대부분(70%)는 집에서 러시아어를 사용했다. 일부는 우크라이나어, 폴란드어 등 소수 민족어도 사용한다.

### 종교
| 종교 구성 (벨라루스) | 종교 구성 (벨라루스) | 종교 구성 (벨라루스) | 종교 구성 (벨라루스) | 종교 구성 (벨라루스) |
| -------------------- | -------------------- | -------------------- | -------------------- | -------------------- |
|                      |                      |                      |                      |                      |
| 동방 정교회          | 동방 정교회          |                      | 48.3%                | 48.3%                |
| 무종교               | 무종교               |                      | 41.1%                | 41.1%                |
| 천주교회             | 천주교회             |                      | 7.1%                 | 7.1%                 |
| 이슬람교             | 이슬람교             |                      | 0.2%                 | 0.2%                 |
| 기타                 | 기타                 |                      | 3.3%                 | 3.3%                 |

종교는 벨라루스 정교회가 거의 대부분이다. 하지만 구 소련의 영향으로 무종교인도 많다. 문화와 일상생활, 명절 등은 정교회의 기준을 따르며, 무종교인 국민도 대부분 정교회 관습을 따른다. 그 외 벨라루스 자치 정교회, 천주교, 개신교, 유대교, 이슬람교 등을 믿고 있다(1997년 추계).

## 정치
벨라루스 공화국은 대통령제 공화국이며, 임기는 5년 중임제이고 재선이 가능하다. 이코노미스트 인텔리전스 유닛의 민주주의 지수 조사에 따르면 독재국가로 분류된다. 1991년 당시에 스타니슬라프 슈시케비치가 벨라루스 SSR의 최고 지도자로 선출된 바 있으나, 3년 만에 지도자직에서 물러났다. 1994년 7월 20일부터 초대 대통령으로 취임한 알렉산드르 루카셴코 대통령이 현재까지 집권중이다.
독립한 1990년대부터 선거 등이 민주적으로 이루어지지 않고 검열 등 여러 자유권 탄압이 이루어지고 있다는 지적이 있다.

## 행정 구역
벨라루스의 행정구역은 6개주와  1특별시로 구성된다

### 대외 관계
벨라루스는 독립 직후인 1992년부터 러시아와 긴밀한 협력관계를 유지 중이며 루카셴코 대통령은 벨라루스를 러시아에 부분적 또는 전체적으로 통합시키고자 노력하고 있다.
유럽 평의회는 1996년부터 부정선거에 대한 반대의 의미로 벨라루스의 회원국 자격을 정지시켰고, 벨라루스는 현재 유럽 국가들 중 유일한 비회원국으로 있다.

## 국적
벨라루스는 이중 국적을 인정하는 국가이며, 벨라루스 국적자가 타 국적을 보유 할 경우 이중국적이 된다. 벨라루스 국적 획득 자격은 상대적으로 쉬운 편이다.

## 군사
벨라루스 헌법에 따르면, 징병제를 실시한다. 육군은 기갑 위주로 편성되어있다. 공군은 육군보다 전투력이 더 뛰어나다고 한다.

## 인구
주민은 벨라루스인이 81.2%, 러시아인이 11.4%, 그 외 폴란드인, 우크라이나인이 7.4%, 유대인과 기타가 0.3%이다(1999년).

## 교통
벨라루스는 서유럽과 러시아를 잇는 철도역이 있으며, 민스크 시는 교통의 중심지이기도 하다. 버스, 택시, 공항 등이 정비되어 있다.